# カコフォニー
カコフォニー（Cacophony）とは不快な音を意味する音楽用語である。
不快な音というと、一般的には不協和音のことが思い浮かべられやすいが、不協和音とは、不快な音ではなく、あくまで、濁った音のことである。不快な音を指すのはこのカコフォニーであり、似て非なるものである。